# 唐納基崖
唐納基崖（英語：Donnachie Cliff），是南極洲的山崖，位於葛拉漢地的詹姆斯羅斯島，處於巴克山東北面的烏盧半島，海拔高度約500米，現時由南極條約體系管理。